# Берман, Шелли
Ше́лдон Леона́рд «Ше́лли» Бе́рман (англ. Sheldon Leonard «Shelley» Berman; 3 февраля 1925, Чикаго, Иллинойс, США — 1 сентября 2017, Белл-Каньон, Калифорния) — американский актёр, комик, кинорежиссёр и продюсер.

## Биография
Шелдон Леонард Берман родился 3 февраля 1925 года в Чикаго (штат Иллинойс, США) в еврейской семье Ирены Маркс и Натана Бермана. В годы Второй мировой войны служил в Военно-морских силах США. По окончании службы поступил на актёрское отделение Университета Де Поля.
Умер 1 сентября 2017 года во сне в своём доме в Белл-Каньоне, Калифорния. Причиной смерти объясняется осложнение от болезни Альцгеймера.

## Карьера
Шелли снимался в кино с 1954 года. Он получил номинацию на премию «Эмми» в 2008 году за роль в сериале «Умерь свой энтузиазм».

## Личная жизнь
С 19 апреля 1947 года Шелли женат на Саре Герман. Они познакомились, когда вместе изучали актёрское мастерство в театре Гудмана. В середине 1960-х супруги усыновили двоих детей — сына Джошуа и дочь Рэйчел. Когда семья готовила бар-мицву Джошуа, тому диагностировали опухоль головного мозга, и 29 октября 1977 года он умер в возрасте 12 лет.

## Избранная фильмография
| Год  |     | Русское название    | Оригинальное название         | Роль           |
| ---- | --- | ------------------- | ----------------------------- | -------------- |
| 1964 | ф   | Самый достойный     | The Best Man                  | Шелдон Баскомб |
| 2005 | док | Аристократы         | The Aristocrats               | камео          |
| 2006 | ф   | Отпуск по обмену    | The Holiday                   | Норман         |
| 2008 | с   | Ханна Монтана       | Hannah Montana                | доктор Фроман  |
| 2008 | ф   | Не шутите с Зоханом | You Don't Mess with the Zohan | отец Зохана    |

## Дискография
- Inside Shelley Berman (1959) («Грэмми»  за лучшее комедийное выступление)
- Outside Shelley Berman (1959)
- The Edge of Shelley Berman (1960)
- A Personal Appearance (1961)
- New Sides (1963)
- The Sex Life of The Primate (And Other Bits of Gossip) (1964) (вместе с Джерри Стилером, Энн Мирой и Лавледи Пауэлл)
- Let Me Tell You a Funny Story (1968)
- Live Again! Recorded at the Improv (1995)
- To Laughter with Questions (2013)
- When Jews Were Funny (2013)